# Wildtier-Telemetrie

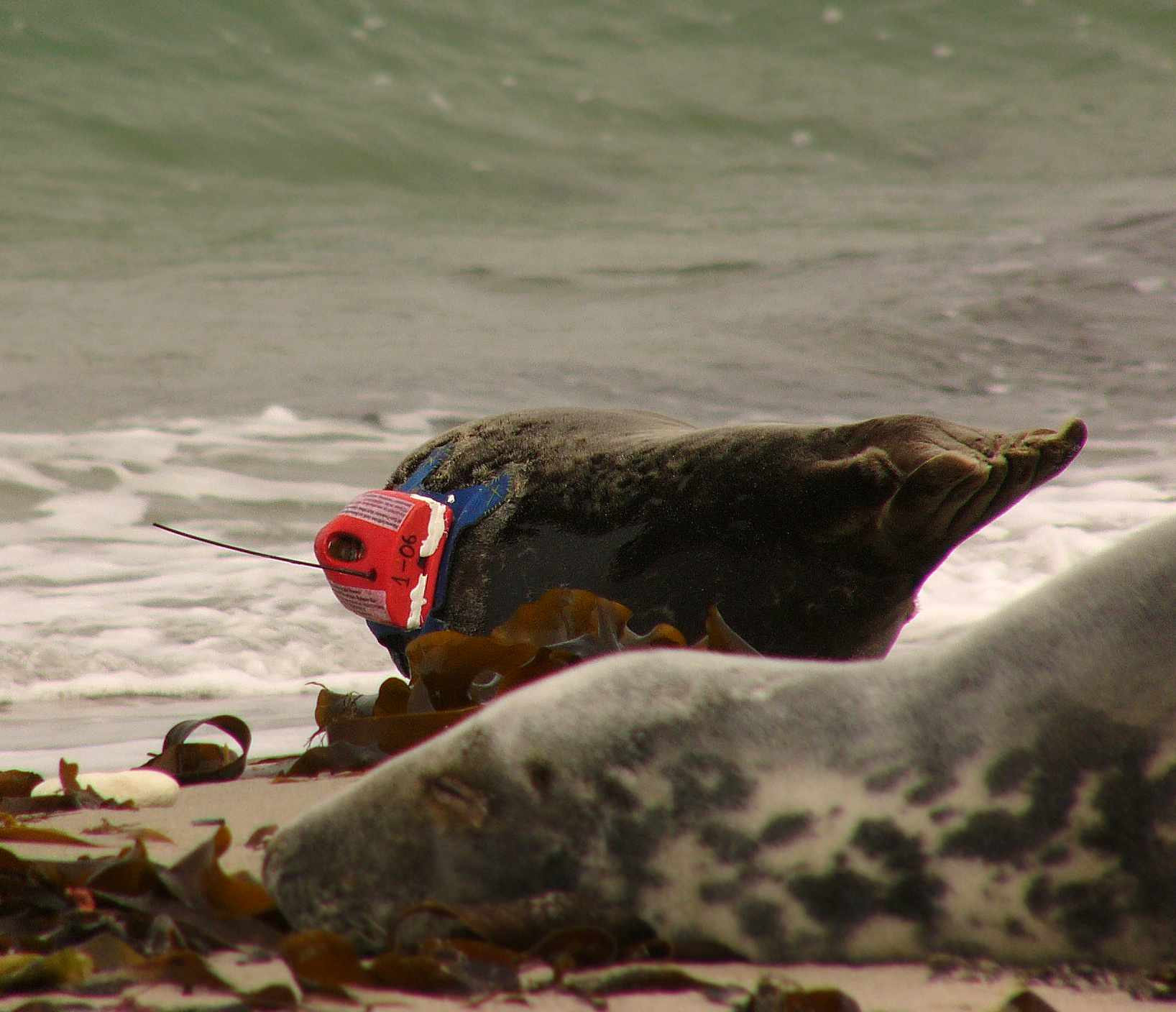
Seehund mit Sender – der Sender ist auf das Fell des Tieres geklebt und wird beim nächsten Fellwechsel abgeworfen

Wildtier-Telemetrie ist eine Methode der ökologischen Forschung zur Erfassung und Verfolgung von freilebenden Tieren mittels Hochfrequenz-Sendern. Mithilfe der Wildtier-Telemetrie werden Erkenntnisse über das Migrationsverhalten von wandernden Tierarten gewonnen und es können Erkenntnisse über die Ökologie und Habitatpräferenzen einzelner Arten ermittelt werden. Mit Hilfe dieser Daten können Maßnahmen zum Arten- und Naturschutz ergriffen werden.

## Geschichte
Unter den Tieren gibt es eine ganze Reihe von sogenannten „Globetrottern“. Bekannt sind große Vögel, wie unter anderem Störche und Gänse oder Säugetiere wie Eisbären und Wale. Daneben suchen aber auch Fische, Schmetterlinge und eine Reihe weiterer Tiere im Laufe eines Jahres weit auseinanderliegende Lebensräume und Nahrungsgebiete auf.
Die Verfolgung dieser Tiere mittels Empfänger und Richtantennen erfolgte zu Fuß, per Auto, Schiff oder Flugzeug. „Radiotracking“ wird seit Ende der 1960er Jahre eingesetzt, um Wildtiere zu erforschen. Wesentlich war die technische Entwicklung in der Herstellung von Bauteilen hin zu Integrierten Schaltungen und der inzwischen gängigen Halbleitertechnologie. Damit war eine zunehmende Miniaturisierung der Sender möglich. Heute können selbst kleine Tiere wie Schmetterlinge mit Sendern ausgestattet werden. Ein weiterer Faktor war der zunehmend bessere Wirkungsgrad (Akku und Stromverbrauch) der Sender.
Eine neue Möglichkeit der globalen Überwachung tat sich bereits 1957 mit dem russischen Satellit Sputnik I auf. Wissenschaftler der amerikanischen Johns-Hopkins-Universität bemerkten, dass sich die Frequenz der empfangenen Funksignale deutlich veränderte, je nachdem ob sich der künstliche Erdtrabant einer Empfangsstation näherte oder von ihr entfernte. Diesen sogenannten Dopplereffekt nutzten sie, um die Position des Satelliten auf seiner Bahn zu berechnen. Umgekehrt musste es auch möglich sein, dass ein umlaufender Satellit den Standort eines Senders auf der Erde ortet. Diese Idee wurde zunächst vom Militär aufgegriffen, um Kriegsschiffe auf den Weltmeeren zu orten. 1978 ging das zivile ARGOS-System in Betrieb. Es wird seither neben der Positionsbestimmung von Schiffen, Containern und LKWs auch zur globalen Beobachtung von Wildtieren eingesetzt.
Als Anfang der Wildtier-Telemetrie gilt eine 1966 im Magazin Science veröffentlichte Studie des US-amerikanischen Biologen Gerald Kooyman, dem es als erstem Forscher mit technischer Hilfe gelang, detaillierte Verhaltensdaten eines tauchenden Tieres aufzunehmen.

## Methodik
Die Methoden, welche verwendet werden, um eine Position eines Tieres zu ermitteln, sind heute im Wesentlichen Funkpeilung mittels Triangulation (erstmals beschrieben von Heezen & Tester 1967), das Homing-In vom Flugzeug oder vom Boden aus (erstmals beschrieben von Hoskinson 1976) und die Übermittlung von Sendersignalen an Satelliten (erstmals beschrieben von Harris et al. 1990).
Mit der Erweiterung der technischen Möglichkeiten werden mittlerweile auch komplexere Signale übertragen, beispielsweise die Positions-Daten eines GPS-Empfängers, so dass eine direkte Peilung entfällt. Mittlerweile werden auch physiologische Daten (Herzfrequenz, Körpertemperatur etc.) des Tieres, die teilweise mit Datenloggern aufgezeichnet werden, direkt übertragen.
Um Tiere „besendern“ zu können, werden diese entweder nach der Geburt mit einem Sender versehen oder dafür gefangen. Gefangen werden die Tier je nach Art, über Fallen oder Japannetze (Vögel und Fledermäuse). Größere Säugetiere können auch mittels Betäubungsmittel ruhiggestellt werden. Ziel bei allen Besenderungs-Maßnahmen ist es, den Zeitraum des Anlegens des Senders möglichst kurz zu halten, um den Tieren unnötigen Stress zu ersparen. Bei Vögeln und Flugsäugern werden die Sender meist mit einem medizinischen Hautkleber in Höhe der Schulterblätter in das Rückenfell (bei Fledermäusen) bzw. Rückengefieder (bei Vögeln) geklebt. Meist fallen die Sender nach einem gewissen Zeitraum von selbst ab.
Sogenannte Dart Transmitter sind Sender, die in Betäubungs-Geschossen implementiert sind. Zum einen ist mit ihnen das Auffinden des immobilisierten Tieres leichter möglich und zum anderen können fehlgeleitete Geschosse wiedergefunden werden. Das Beruhigungsmittel kann so wieder gesichert werden und Unfälle werden vermieden.

### Triangulation
Bei der Triangulation wird der Aufenthaltsort des Tieres anhand von Kreuzpeilungen ermittelt. Triangulation ist deshalb einer Serie von Fehlern unterstellt, da die Lokalisation auf einer Serie von Azimuten beruht. Fehler von 100 bis 200 m sind typisch.
In der Ökologie wird in der Regel Nahfeldtelemetrie eingesetzt, welche jedoch in den nächsten Jahren durch satellitenbasierte Technik verdrängt werden wird.

### Homing-In
Beim Homing-In wird der Aufenthaltsort des Tieres ähnlich wie beim Homing in der Luftfahrt durch serielle Peilungen direkt aufgesucht. Allerdings ergibt sich dabei häufig auch ein gewisser Fehler bei der Interpretation der Karte, insbesondere bei Flugpeilungen. Die Genauigkeit aller direkten Telemetrie-Methoden ist sehr unterschiedlich und ist unter anderem abhängig von der Topographie.

### Satelliten-Sender
Lokalisationen mit dem Argos-Satelliten-System finden sich in der Regel innerhalb eines Kreises von 1 bis 3 km um den Sender. Das System arbeitet im L-Band (401,650 MHz ± 30 kHz). Mehrere Satelliten nehmen die Signale der Sender auf und leiten die Signale an Bodenstationen weiter. Dort wird die Position des Senders errechnet. Herzstück des ARGOS-Systems sind spezielle Sendeempfänger, mit denen einige Wettersatelliten ausgerüstet sind. Sie umkreisen die Erde vierzehnmal pro Tag auf polaren Bahnen in 850 Kilometer Höhe. In Europa werden die ARGOS-Daten vom CLS (Collecte Localisation Satellites) in Toulouse verarbeitet. Von dort erhalten die Nutzer die Koordinaten ihres verwendeten Senders. Die Sender für das System sind relativ groß, eignen sich aber auch für Tiere mit weiten Zugstrecken, wie beispielsweise Meeressäuger.

### Kombinierte Datenlogger und Sender
Alternativ zur direkten Peilung können mittlerweile auch Daten per Telemetrie übertragen werden. Die technische Weiterentwicklung im Bereich der Sendetechnik und Satellitenpositionsbestimmung macht es möglich, gespeicherte Positionsdaten zu senden. GPS-Datenlogger (Store-on-Board-Aufzeichnungsgerät) mit leistungsstarken zweistufigen Sendern können bis zu 260.000 Aufzeichnungen speichern und mittels VHF-Sendern die gespeicherten Daten übermitteln. Damit können sehr genaue Bewegungsprofile von Tieren erstellt werden. Obschon eine potentielle Genauigkeit von deutlich < 1 m möglich ist, wird im wildbiologischen Einsatz von GPS-Einheiten in 50 Prozent der Fälle nur eine Genauigkeit von 40 m erreicht und 100 m in 95 Prozent der Fälle.

### Video-Telemetrie
Mit der Miniaturisierung von Videokameras wird auch diese Technik in der Telemetrie eingesetzt. So sind schon Haie, Robben, Wale und Seeschildkröten mit Kameras ausgestattet worden. Die sogenannte „Crittercam“, eine Kamera mit Rekorder in wasserdichtem Gehäuse, wird mit einer Kunststoffhalterung auf die Haut der Tiere geklebt. Im engeren Sinne handelt sich dabei nicht um Telemetrie, weil die auszuwertenden Daten nicht hochfrequent übertragen werden. Die Tauchgänge der Tiere können so verfolgt werden, und es ist zu sehen, wo die verschiedenen Arten Nahrung suchen, was sie fressen und wie deren Tagesablauf aussieht. Nach einer programmierten Zeit löst sich die Kamera vom Tier und kann per Funkpeilung geortet werden. Anschließend lassen sich die Aufnahmen auswerten.

## Auswertung

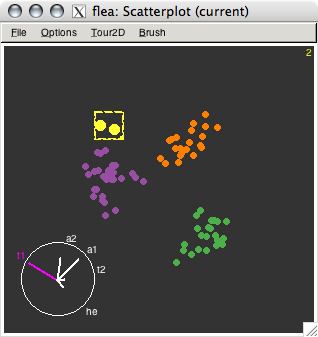
Stochastische Auswertung „Grand Tour“ von Flohkäfer-Daten

Für die Daten von Wildtier-Telemetrie steht inzwischen spezielle Software zur Verfügung und meist werden die gewonnenen Daten in Geoinformationssysteme übertragen. Die Daten werden häufig in Modelle aufgenommen.
In der Praxis werden die durch konventionelle Telemetrie angepeilten Punkte durch eine Fehlerellipse korrigiert. Zur weiteren Auswertung der ökologischen Daten wie zum Beispiel die Home Range eines Tieres werden verschiedenen Methoden eingesetzt, am häufigsten wird der Minimum-Konvex-Polygon angegeben. Weitere Auswertungen erfolgen in der Regel durch Multivariate Verfahren.

## Rechtliches
Zur Besenderung von Wildtieren werden diese gefangen und zeitweise ihrer Freiheit beraubt. In Deutschland ist dies nur mit speziellen Genehmigungen durch Naturschutzbehörden erlaubt und die Beachtung des Tierschutzes muss gewährleistet sein. Genehmigungen müssen sowohl für das Fangen der Tiere wie auch für die Besenderung eingeholt werden. Meist muss das Projekt als „Tierversuch“ vom Kreis oder Regierungspräsidium genehmigt werden. Bei wildlebenden Tieren die dem Jagdrecht unterliegen (Wild) ist zusätzlich die Erlaubnis des bzw. der Jagdausübungsberechtigten erforderlich. Näheres regeln die Jagdgesetze der Länder.

## Technik
Bei der direkten Peilung wird meist eine Maximumpeilung mit Hilfe einer Yagi- oder Parabolantenne durchgeführt. Eine weitere Variante ist die Dopplerpeilung, die allerdings mit einem höheren technischen Aufwand verbunden ist und nur für Peilungen von stationären Empfangsanlagen aus genutzt wird.
Zur konventionellen Wildtier-Telemetrie gehören die drei Komponenten:
1. der HF-Sender, am Tier anliegend
2. der Empfänger, evtl. mit Datenlogger
3. das Antennen-System mit Verbindungskabeln

### Sender
Die Miniaturisierung der Sender schritt in den letzten Dekaden weiter voran. Inzwischen sind 2m-Sender mit einem Gewicht von 0,38 g (z. B. G38D8 V3+ von Plecotus-Solutions GmbH) kommerziell verfügbar. Das Sendergewicht sollte unter dem Schwellenwert von 10 % des Körpergewichtes des Tieres liegen. Die Lebensdauer der Akkus hängt von der Sendeleistung des Senders und der zur Verfügung stehenden Platz- und Gewichtskapazitäten ab. Wesentlicher Faktor für die Signalstärke ist die Qualität und Abstrahlmöglichkeiten der Antenne. Leistungen von bis zu 1 Watt ERP je nach Größe der Tiere sind üblich. Die VHF-Sender sind meist frequenzmodelliert und strahlen eine „Beep“ aus. Teilweise werden im semi-professionellen Bereich noch Funktionen wie ein „Tree Switch“ verwendet. Dabei ändert sich die Beep-Geschwindigkeit, wenn sich die Position des Senders ändert (Bewegungssensor), beispielsweise wenn ein Hund sich auf die Hinterbeine stellt. Bei wasserdichten Gehäusen werden die Sender teilweise mit Magnetschalter in Betrieb gesetzt. Die Sender sind daher je nach Aufgabenstellung zwischen zehn Tagen und einem Jahr in Betrieb.

### Antennen

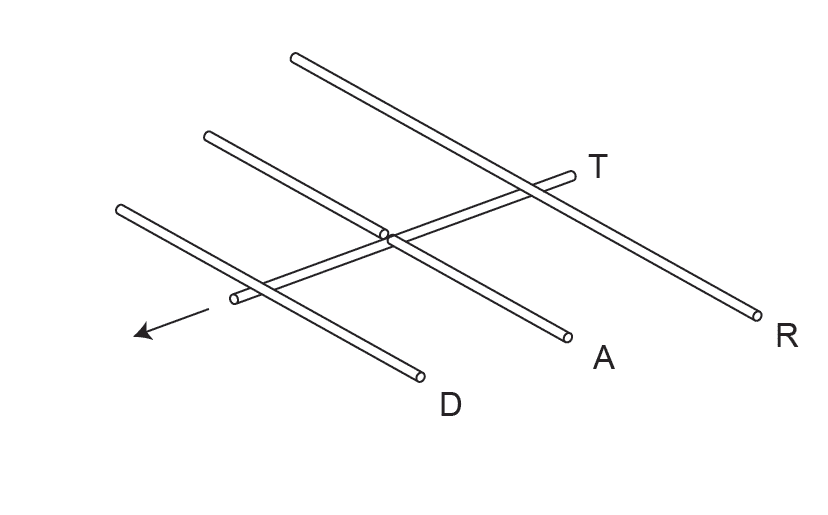
Prinzip einer Yagi-Antenne – sie werden meist horizontal polarisiert zur Standortpeilung (Triangulation) per Hand verwendet

Zur Standortpeilung werden meist kleine Dipolantennen, in der Regel mobile und handliche Yagi-Systeme oder HB9CV-Antennen genutzt.

### Empfänger
Als Empfänger kommen meist spezielle Messempfänger oder Semi-Professionelle Empfänger aus dem Amateurfunkbereich zum Einsatz.

### Frequenzbereiche
Für Wildtier-Telemetrie gibt es keine offiziell zugewiesenen Frequenzbereiche. Die Sender gelten als Teil des Ortungsfunkdienstes und arbeiten meist im 2 m-Bereich (148–174 MHz). In den USA werden auch die Frequenzbereiche 40–50 MHz, 148–155 MHz, 160–165 MHz, 216–222 MHz verwendet. Die rechtliche Lage ist von Land zu Land unterschiedlich.
In Deutschland muss immer eine Genehmigung der Bundesnetzagentur eingeholt werden, die dann eine Versuchsfunklizenz zur Radiomarkierung von Tieren ausstellt.
Für Hundebesitzer bieten eine Reihe kleiner Firmen Senderhalsbänder an. Die Sender haben für diese Anwender in Deutschland eine Sendeleistung von 10 mW und arbeiten auf der SRD-Frequenz 433,434 MHz. Die Benutzung dieser Frequenz ist in Deutschland anmelde- und gebührenfrei.

### Hersteller
In den Anfangsjahren stellten Wissenschaftler bzw. die technischen Abteilungen der Institute die Sender selbst her. Inzwischen gibt es eine Reihe von auf Bio-Telemetrie spezialisierte Firmen, wie zum Beispiel Titley Scientific, BIOTRACK Ltd. (Dorset, UK), Marshall Radio Telemetry (North Salt Lake, USA), Merlin Systems, ATS Inc. (Isanti, USA), e-obs GmbH (Grünwald, Deutschland), VECTRONIC Aerospace GmbH (Berlin, Deutschland). Teilweise sind die Firmen recht klein und produzieren ihre Geräte auf Kundenwunsch mit speziellen Modifikationen. Mittlerweile bieten Firmen auch Sender für „offene Frequenzen“ an, die in Deutschland jedermann nutzen kann. Sie werden von Hundeführern, Falknern etc. zu Hobbyzwecken eingesetzt. Die verwendete Technik kommt meist aus dem Bereich des Amateurfunkpeilens.

## Publikationen

### Büchern
- Joshua Millspaugh, John M. Marzluff (Hrsg.): Radio Tracking and Animal Populations. Ign Outdoor Activities (Plein Air), 2001, ISBN 978-0-12-497781-5

### Ökologische Untersuchungen mit der Methode der Telemetrie
- Frank-Uwe F. Michler, Berit A. Köhnemann, Goldenbaum; Mechthild Roth, Stephanie Speck, Jörns Fickel, Gudrun Wibbelt: Todesursachen sendermarkierter Waschbären (Procyon lotor L., 1758) im Müritz-Nationalpark (Mecklenburg-Vorpommern)
- R. Schulte, H. Wölfel: Abschlußbericht zum Forschungsvorhaben. Satellitentelemetrie an Rothirschen im Harz. 1999.
- W. Stöhr (1988): Longterm heartrate telemetry in small mammals: A comprehensive approach as a prerequisite for valid results. In: Physiology & Behavior, Volume 43, Issue 5, 1988

### Methodik
- Devin S. Johnson, Joshua M. London, Mary-Anne Lea, John W. Durban: Continuous-Time Correlated Random Walk Model for Animal Telemetry Data. In: Ecology 89, 2008, S. 1208–1215, DOI:10.1890/07-1032.1
- F. Huettmann, Julia Linke: Eine automatisierte Methode zur Bestimmung der Habitatpräferenzen von Wildtieren in GIS- und Telemetrie-Studien: Ein flexibles Software-Werkzeug und Beispiele seiner Anwendung. In: Zeitschrift für Jagdwissenschaft, Volume 49, Number 3, S. 219–232, DOI:10.1007/BF02189740